# Шкаликов, Андрей Андреевич
Андрей Андреевич Шкаликов (род. 19 ноября 1949 года, Смоленск, Смоленская область, РСФСР, СССР) — советский и российский учёный-математик, специалист в области функционального анализа, член-корреспондент РАН (2019).

## Биография
Родился 19 ноября 1949 года в Смоленске.
В 1972 году — окончил механико-математический факультет МГУ, и продолжил обучение в аспирантуре.
В 1976 году — окончил аспирантуру и работает на кафедре теории функций и функционального анализа, где прошел путь от ассистента до профессора кафедры (с 1991 года), в настоящее время — руководитель лаборатории операторных моделей и спектрального анализа.
В 1976 году — защитил кандидатскую диссертацию, тема: «О полноте и базисности собственных функций краевых задач для обыкновенных дифференциальных уравнений».
В 1987 году — защитил докторскую диссертацию, тема: «К спектральной теории пучков операторов и разрешимости операторно-дифференциальных уравнений».
В 2019 году — избран членом-корреспондентом РАН.

## Научная деятельность
Специалист в области функционального анализа.
Область научных интересов:
- теория операторов общих и дифференциальных (обыкновенных и с частными производными);
- операторные модели в задачах гидромеханики и теории упругости;
- теория операторных матриц и пучков;
- асимптотическая теория для дифференциальных уравнений;
- обратные задачи спектральной теории.

Доказал полноту собственных функций обыкновенных дифференциальных операторов с распадающимися краевыми условиями (проблема М. В. Келдыша, 1951).
Дал первое аналитическое обоснование явления «Язык Гейзенберга» для предельного поведения спектра при больших числах Рейнольдса для задачи Орра-Зоммерфельда в гидромеханике. Нашел первые корректные реализации (корректные операторные трактовки) краевых задач для уравнений с полиномиальным вхождением спектрального параметра. Доказал общие теоремы об инвариантных подпространствах для операторов в пространстве с индефинитной метрикой. Совместно с Ф. Аткинсоном, Г. Лангером и Р. Меникеном получил первые результаты по теории операторных матриц (эти работы стали базой для новой теории). Совместно со своим учеником А. М. Савчуком получил первые равномерные оценки о стабильности решений классических обратных задач для операторов Штурма-Лиувилля. Работы А. А. Шкаликова и его учеников были первыми и послужили источником активно развивающейся теории сингулярных дифференциальных операторов с коэффициентами-распределениями.
На механико-математическом факультете под его руководством работает научно-исследовательский семинар по теории операторов.
Более 30 учеников А. А. Шкаликова стали кандидатами наук, а шесть из них — докторами наук.

## Награды
- Премия Ленинского комсомола (1983) — за работы по теории дифференциальных операторов
- Ломоносовская премия МГУ 1-й степени (совместно с А. Г. Костюченко, за 2001 год) — за цикл работ «Теория операторов в пространстве с индефинитной метрикой и её приложения»
- Заслуженный профессор МГУ (2014)